# Tanypus concavus
Tanypus concavus är en tvåvingeart som beskrevs av Roback 1971. Tanypus concavus ingår i släktet Tanypus och familjen fjädermyggor. Inga underarter finns listade i Catalogue of Life.